# Saint-Maurice-en-Cotentin
Saint-Maurice-en-Cotentin è un comune francese di 297 abitanti situato nel dipartimento della Manica nella regione della Normandia.

## Società

### Evoluzione demografica
Abitanti censiti